# 京都市立鞍馬小学校
京都市立鞍馬小学校（きょうとしりつくらましょうがっこう）は、京都府京都市左京区鞍馬本町に所在した公立小学校。
最大で178人の児童が在籍したが、児童数の減少により2024年度限りで市原野小学校へ統合され、閉校した。閉校時点の児童数は4学年4学級12人。

## 沿革
- 1875(明治8)年10月：京都府愛宕郡鞍馬小学校として創立。
- 1887(明治23)年4月：町村制の施行に伴い、鞍馬・二ノ瀬・貴船の各地域に分校を設置。
- 1897(明治33)年11月：現在の本校地である、鞍馬村(字)梶取に校舎を新築。分校を廃止。
- 1941(昭和16)年4月、国民学校施行令に伴い、校名を京都府愛宕郡鞍馬国民学校と改称。
- 1947(昭和22)年4月：教育基本法の施行に伴い、校名を鞍馬小学校と改称。
- 1949(昭和24)年4月：愛宕郡鞍馬村の京都市編入に伴い、京都市立鞍馬小学校と改称[3]。
- 2025(令和7)年3月：市原野小学校に統合され、閉校。

## 通学区域
通学区域は以下の3町。
- 鞍馬本町
- 鞍馬貴船町
- 鞍馬二ノ瀬町

## 交通
- 叡山電鉄鞍馬線貴船口駅より連絡通路